# 挪威萊克鎮區 (明尼蘇達州坎迪約希縣)
挪威萊克鎮區（英語：Norway Lake Township）是位於美國明尼蘇達州坎迪約希縣的一個行政鎮區。

## 地方資料
挪威萊克鎮區的面積為91.78平方千米，當中陸地面積為84.14平方千米，而水域面積為7.64平方千米。根據2020年美國人口普查的數據，當地共有人口281人，而人口密度為每平方千米3.06人。